# 1544
Évszázadok: 15. század – 16. század – 17. század
Évtizedek: 1490-es évek – 1500-as évek – 1510-es évek – 1520-as évek – 1530-as évek – 1540-es évek – 1550-es évek – 1560-as évek – 1570-es évek – 1580-as évek – 1590-es évek
Évek: 1539 – 1540 – 1541 – 1542 –  1543 – 1544 – 1545 – 1546 – 1547 – 1548 – 1549

## Események

### Határozott dátumú események
- augusztus 1. – A tordai országgyűlésen először vesznek részt a Partium küldöttei.[1]
- szeptember 14. – I. Ferenc francia király és V. Károly német-római császár Crépy-nél ismét békét köt, megismételve a cambrai-i békeszerződés feltételeit.[2]
- november 19. – Az 1536-os és 1542-es sikertelen próbálkozás után III. Pál pápa Laetare Jerusalem kezdetű bullájával ismét összehívja a trienti zsinatot.[3]
- december 13. – Megkezdődik a trienti zsinat.[3]

### Határozatlan dátumú események
- az év eleje – A budai pasa elfoglalja Ozorát, Simontornyát és Tamásit.
- tavasz –
  - Mehmed budai pasa elfoglalja Visegrádot, Nógrádot és Hatvant.
  - Angliában kibocsátják a VIII. Henrik angol király uralkodása alatti harmadik Trónutódlási Törvényt. (A „törvénytelen” hercegnők, Mária és Erzsébet visszakapják helyüket a trónutódlás rendjében.)[4]
- a nyár folyamán – Ulima boszniai pasa elfoglalja Velikét.
- az év folyamán –
  - Zsigmond Ágost kormányozza a Litván Nagyfejedelemséget.
  - Török kézre kerül a szlavóniai Fejérkő, Pekrec, Velike és Kristallóc.[5]
  - I. Albert porosz herceg egyetemet alapít Königsbergben (Collegium Albertinum), mint „tisztán lutheránus” oktatási intézményt. (Az egyetem a szovjet hatalomátvétellel megszűnt, jogutódja az Immanuel Kant Egyetem.)[6]

## Születések
- január 24. – Gillis van Coninxloo flamand tájképfestő († 1607)
- március 11. – Torquato Tasso itáliai barokk költő († 1595)
- Eszmehán szultána, II. Szelim oszmán szultán lánya
- Gevherhán szultána, II. Szelim oszmán szultán lánya
- Sah szultána II. Szelim szultán lánya